# Термінальний стан
Терміна́льний стан (лат. terminalis — межовий, кінцевий) — кінцеві стадії життя — преагонія, агонія і клінічна смерть; стан між життям та смертю.
Під час термінальних станів відбувається розпад функцій серцево-судинної системи, дихання, центральної нервової системи, нирок, печінки, ендокринної системи, метаболізму. Найістотнішим є згасання функцій центральної нервової системи. Наростаюча гіпоксія і подальша аноксія в клітинах головного мозку (перш за все  кори головного мозку) призводять до заміни  окисного типу обміну на  гліколітичний. При цьому спостерігається порушення синтезу АТФ, іонних градієнтів, утворюються вільні радикали, підвищується проникність  клітинних мембран. Ці зміни обміну тягнуть за собою деструктивні зміни в клітинах, що проявляється у вигляді мутної гідропічної дегенерації.
Ці зміни можуть бути оборотними і при відновленні нормального постачання тканин киснем не тягнуть за собою станів, які загрожують життю. Але при тривалої  аноксії вони переходять в необоротні дегенеративні зміни, які супроводжуються гідролізом білків і, врешті-решт, розвивається аутоліз. Найменш стійкими до гліколітичному типу обміну є тканини головного і спинного мозку, всього лише 4-6 хвилин аноксії необхідно, щоб відбулися незворотні зміни в корі головного мозку. Довше при гліколітичному типі обміну можуть функціонувати підкіркова область і спинний мозок. Виразність термінальних станів і їх тривалість залежать від вираженості і швидкості розвитку гіпоксії і аноксії. До термінальних станів відносять:[відсутнє в джерелі]\[відсутнє в джерелі]
- важкий шок (шок IV ступеня)
- позамежна кома
- колапс
- преагональний стан
- термінальна пауза
- агонія
- клінічна смерть

Важкий шок, позамежна кома, колапс можуть переходити в стан клінічної смерті або інші термінальні стани. У той час, як предагональному стану, термінальної паузі, агонії і клінічній смерті зовсім необов'язково повинні передувати шок, кома або колапс.
Іноді термінальний період буває таким тривалим і важким, що в корі головного мозку розвивається стан незворотності, коли  реанімаційні заходи виявляються неефективними і оживлення людини неможливо навіть після декількох секунд клінічної смерті.

## Етіологія
Причини термінальних станів різноманітні: будь-яке захворювання, раптова зупинка дихання або асфіксія, електротравма, утоплення, отруєння, зупинка серця, гостра крововтрата і ін. В результаті негативний вплив на організм, який зумовлений раніше перерахованими станами, реалізується, як правило, через порушення обмінних процесів.
Термінальні стани включають: предагонію, термінальну паузу, агонію і клінічну смерть.

## Патогенез
Головну роль у механізмах розвитку термінальних станів грає кисневе голодування (гіпоксія), насамперед головного мозку, яке обумовлене вираженим порушенням серцево-легеневої системи.

## Клінічна картина
Клінічні симптоми термінальних станів незалежно від їх причини складаються із симптомів прогресуючого порушення кровообігу, дихання і наростаючих неврологічних розладів.
Передагональний стан проявляється спочатку у вигляді зниження артеріального тиску, тахікардії, аритмії, прискореним диханням, змінами дихання патологічних типів, потім брадикардією і зменшенням частоти дихання, включенням в акт дихання допоміжних дихальних м'язів (м'язів шиї, плечового поясу, черевної стінки, міжреберних м'язів), активним видихом, ейфорією або прогресуючим пригніченням свідомості, поглибленням кисневого голодування всіх органів і тканин.
Після припинення регуляторної функції мозку настає кінцева пауза, яка триває від декількох десятків секунд до 3-4 хв. Характерним для неї є зупинка дихання з різким уповільненням пульсу. Потім дихальний центр відновлює активність, і починається період агонії. Спостерігається останній сплеск життєдіяльності: трохи підвищується артеріальний тиск (АТ), ефективність серцевих скорочень і посилюється дихання, яке, однак не забезпечує необхідний газообмін, так як м'язи видиху скорочуються одночасно з м'язами вдиху. У деяких пацієнтів посилюється активність мозку і навіть іноді відновлюється свідомість. Але такий сплеск життєдіяльності дуже скоро закінчується повним пригніченням всіх життєвих функцій. У клінічній картині преагонального і агонального станів можливі деякі варіації через специфічні причини термінального стану. При цьому існує загальна закономірність вмирання — прогресуюче пригнічення життєво важливих функцій, наростання порушень обміну речовин і розпад функціональних систем — яка простежується завжди.
Серцева діяльність припиняється поступово або раптово. Невелика специфічність термінального стану, обумовлена його причиною, повністю втрачається при клінічній смерті.
Клінічна смерть — оборотна фаза вмирання, стан, при якому клітини кори головного мозку ще залишаються життєздатними, але дихання і кровообіг вже припинилися або неефективні. Тому зовнішніх проявів життя немає.
Такий стан людини триває не більше 3-5 хв. Час клінічної смерті визначається чутливістю клітин кори головного мозку до кисневого голодування і залежить від умов і тривалості вмирання, віку вмираючого, ступеня його активності.
Діагностика клінічної смерті ґрунтується на клінічних ознаках: немає свідомості, дихання, кровообігу. Такі ознаки, як розширення зіниць і зміна кольору шкіри, не завжди служать абсолютним орієнтиром.
Розширюються зіниці (їх діаметр більше 5 мм) відносно пізно (через 60-90 с). На ширину зіниці впливають деякі лікарські засоби (атропін, адреналін, різні снодійні, наркотичні препарати, анальгетики).
У пацієнтів, які отруїлися наркотиками, снодійними, фосфорорганічними речовинами і вмираючих в умовах зниженої температури в період клінічної смерті зіниці звужуються.
Колір шкіри залежить від вмісту гемоглобіну в крові, деяких хімічних агентів (окису вуглецю, ціаністих сполук, які обумовлюють рожевий або червоний колір шкіри). У більшості людей в період клінічної смерті шкіра холодна, бліда або мармурово-синюшна.
Про стан несвідомості свідчить таке: людина не реагує на оклик, біль; очні яблука встановлюються центрально; не викликаються зіничний і рогівковий рефлекси. Реакцію зіниць на світло (зіничний рефлекс) перевіряють шляхом відкривання і закривання повіки (на світлі зіниця людини у свідомості звужується). Рогівковий рефлекс викликається роздратуванням рогівки ниткою.
Дихання визначають за допомогою уловлювання струменя повітря, що видихається, вухом, прикладеним до губ вмираючого. Методи виявлення дихання з ниткою, ватою або дзеркальцем неприйнятні через дефіцит часу (на очікування запотіння дзеркальця) і необ'єктивності отримання інформації в стресовій ситуації (тремор рук), а також відхилення нитки від вітру.
Якщо немає дихання, необхідно зробити 3-5 штучних вдихів і тільки після цього приступити до оцінки функцій інших органів і систем.
Кровообіг виявляється по пульсації сонної артерії. Для діагностики клінічної смерті не потрібно вдаватися до інструментальних досліджень. Фактор часу відіграє величезну роль у результаті термінального стану і особливо повноцінної неврологічної реабілітації.
Якщо реанімаційні заходи не проводилися або були неефективні, то через 10-15 хв. слідом за клінічною настає біологічна смерть. Це вже необоротний стан, коли відновлення організму як цілого неможливо.
Діагностичними критеріями такого стану є всі ознаки клінічної (немає свідомості, дихання, кровообігу, реакції зіниць на світло і рогівкового рефлексу, зіниці широкі, шкіра холодна, мармурово-синюшна), а також чіткі ранні (помутніння і висихання рогівки) і пізні (трупні плями і трупне задубіння) ознаки біологічної смерті.
При виявленні явних ознак біологічної смерті лікар зобов'язаний відмовитися від реанімаційних заходів, констатувати смерть, пояснити родичам померлого, що неможливо відновити життєві функції, і в разі насильницької смерті викликати міліцію. Констатуючи смерть, потрібно обов'язково зафіксувати всі виявлені ознаки, щоб значною мірою полегшити можливе слідче розслідування.

## Невідкладна допомога
Будь-якій людині в термінальному стані необхідна негайна серцево-легенево-мозкова реанімація (штучне дихання, закритий масаж серця). Успіх лікування залежить від правильності і своєчасності проведення елементарних реанімаційних заходів, послідовності лікувальних етапів. Все це часто виявляється більш важливим, ніж все подальше лікування у клініці.
Всі дії повинні бути чіткими, рішучими, доцільними, швидкими і спокійними. Суєта неприпустима. Бажано відновити спонтанний кровообіг на місці події. Необхідно зареєструвати час його припинення і обов'язково — час початку серцево-легенево-мозкової реанімації.
Недоцільними в термінальному періоді є реанімаційні заходи, які надаються людям з невиліковною хворобою.
Серцево-легенево-мозкова реанімація не показана помираючим, у яких констатовано смерть мозку, проте цей діагноз може поставити консиліум лікарів стаціонару в процесі спостереження за хворим і його лікуванням. Лікар швидкої допомоги має право поставити діагноз «смерть мозку» лише постраждалим з розчленованим тулубом або з відкритою черепно-мозковою травмою. Але молодим особам доцільно проводити реанімаційні заходи і доставляти їх у стаціонар, щоб використовувати їхні неушкоджені органи для можливої трансплантації.

### Алгоритм надання невідкладної допомоги
1. Спочатку необхідно припинити вплив шкідливих чинників, наприклад: перервати контакт з електричною напругою, вивільнити повішеного з петлі, погасити палаючий одяг, відновити прохідність дихальних шляхів.
2. Хворого треба укласти горизонтально на тверду поверхню (підлога, земля, щит) і звільнити груднину від одягу, що стискує.
3. Починати реанімацію необхідно з штучної вентиляції легень (ШВЛ) методом «з рота в рот» або «з рота в ніс» і закритого масажу серця.

ШВЛ «з рота в ніс» фізіологічніше, ніж ШВЛ «з рота в рот». Але частіше проводиться остання через виявлення у помираючих аденоїдів, викривленої носової перегородки і затруднення механічного очищення носа. Однак, коли у них виникають судомні скорочення жувальних м'язів і неможливо відкрити рот або утворюється перешкоду під час роздування легень методом «з рота в рот», необхідно проводити ШВЛ «з рота в ніс».
Щоб ШВЛ була ефективною, попередньо необхідно виконати такі умови: Насамперед звільнити верхні дихальні шляхи;
Забезпечити адекватний для певного віку дихальний об'єм і герметичність губ.
Верхні дихальні шляхи звільняють так:
- підводять одну руку під шию, а іншою, покладену на лоб, помірно закидають голову;
- розкривають рот, якщо він залишився закритим після закидання голови; необхідно руку з-під шиї змістити на підборіддя, обережно його підтримуючи і відтягуючи нижню губу;
- висувають вперед нижню щелепу, захопивши II—IV пальцями обох рук її висхідні гілки біля вушної раковини і зміщуючи таким чином, щоб нижні зуби виявилися попереду верхніх або в одній площині з ними: нижня губа зміщується великими пальцями;
- поєднують помірне закидання голови з висуванням нижньої щелепи;
- механічно очищають ротову порожнину від слизу, блювотних мас, сторонніх тіл, зубних протезів.

При виконанні ШВЛ «з рота в ніс» після звільнення верхніх дихальних шляхів однією рукою піднімають підборіддя хворого, щоб закрити його рот, зробивши помірно глибокий вдих, щільно притискають свої губи до носа потерпілого, в який вдувають повітря. Під час видиху завжди необхідно відкривати рот реанімованого для вилучення можливого перешкоди вдиху повітря.

## Ознаки ефективності реанімації
Ознаки ефективності реанімації: змінюється колір шкіри і навіть її температура, звужуються зіниці, з'являється реакція їх на світло, мимовільна пульсація сонної і стегнової артерій, а іноді і променевої, починає визначатися АТ, у деяких пацієнтів виникають мимовільні дихальні рухи, а потім повертається свідомість.
Після відновлення самостійного кровообігу масаж серця припиняють. Якщо з'явилося спонтанне дихання, продовжують допоміжну вентиляцію легенів до повного відновлення адекватного дихання: при визначенні прискореного дихання роблять вдих разом з хворим, потім 1–2 вдихи пропускають і знову — вдих разом з хворим. За допомогою допоміжної вентиляції можна запобігти повторну зупинку серця. У випадках раннього припинення ШВЛ реанімація частіше буває безуспішною.
При відсутності ознак ефективного кровообігу протягом 30–35 хв хворого слід визнати померлим і реанімаційні заходи припинити. Якщо ж спостерігаються ознаки ефективного кровообігу, але тенденції до відновлення самостійної серцевої діяльності не прослідковують, реанімацію продовжують 1,5 години і більше, до отримання позитивного ефекту (відновлення серцевого ритму) або встановлення ознак біологічної смерті.
При електротравмі, ураженні блискавкою, утопленні, переохолодженні, отруєнні наркотиками реанімаційні заходи необхідно продовжувати не менше 60 хв.

## Помилки реанімації
Не дотримання елементарних умови методики ШВЛ і масажу серця; тривалі (більше 5–10 с) перерви між ШВЛ і масажем серця; втрачають час на вислуховування тонів серця, вимірювання артеріального тиску, запис ЕКГ; з запізненням починають реанімаційні заходи і не контролюють їх ефективність (пульс на сонній або стегновій артерії, зміна діаметра зіниці, кольору шкіри і слизових оболонок, екскурсії грудної клітки); намагаються медикаментозно стимулювати дихання і передчасно припиняють ШВЛ і ВВЛ.

## Ускладнення реанімації
Переломи ребер і грудини, розриви печінки, селезінки, шлунка, аорти, гемо- та пневмоторакс; аспірація шлункового вмісту.
При медикаментозної стимуляції серцевої діяльності та неможливості пунктирувати у вену адреналін, атропін і лідокаїн вводять ендотрахеально в подвійній дозі в 10 мл 0,9 % розчину хлориду натрію.
Під час реанімації неприпустимо підшкірне і внутрішньо-м'язове введення будь-яких лікарських засобів.
Препарати кальцію (10 % -ний розчин хлориду або глюконату) застосовують лише у випадках, коли клінічна смерть настала на фоні гіпокальціємії, гіперкаліємії або від передозуванні антагоністів кальцію.
У ранньому постреанімаційному періоді необхідно забезпечити адекватне дихання і кровообіг; купірувати судоми, гіпертермію, набряк мозку; усунути порушення гомеостазу та реології крові.